# Zent Lauterbach
Die Zent Lauterbach war eine Zent in der Herrschaft Riedesel in Hessen.

## Geschichte
Die Zent Lauterbach war Teil eines Lehens, das die Herren von Riedesel von den Landgrafen von Hessen erhalten hatten. Die Lehnsherrschaft und spätere Oberhoheit wechselte mit den entsprechenden Erbteilungen und Veränderungen in der Landgrafschaft:
- Bis 1567: Landgrafschaft Hessen. Nach dem Tod des Landgrafen Philipp I. von Hessen wurde die Landgrafschaft zwischen seinen vier überlebenden Söhnen aus seiner legitimen, ersten Ehe geteilt. Sein zweitgeborener Sohn Ludwig IV. erhielt
- ab 1567 die Landgrafschaft Hessen-Marburg und auch die Oberhoheit über das Riedeselsche Lehen. Als Ludwig IV. ohne männlichen Erben starb, unterstand das Riedeselsche Lehen
- ab 1604, nachdem das Erbe Ludwig IV. zwischen seinen beiden Neffen, den Landgrafen von Hessen-Kassel und Hessen-Darmstadt aufgeteilt worden war, Hessen-Darmstadt und verblieb letztendlich auch nach dem jahrzehntelangen Streit um die Erbschaft dort.

Neben der Zent bestanden aber noch andere Verwaltungsstrukturen. So gehörten die Gemeinden der Zent auch jeweils einem Amt an, eine parallele Ebene der Verwaltung zwischen den Gemeinden und der Landesherrschaft. Es gab auch ein Amt Lauterbach, das aber im Umfang viel kleiner war als die Zehnt.
Mit der Auflösung des Alten Reichs und dem Beitritt zum Rheinbund 1806 erhielt das Großherzogtum Hessen die staatliche Hoheit über die gesamten Riedeselschen Lande und gliederte sie seinem Fürstentum Oberhessen (ab 1816: Provinz Oberhessen) ein. Die staatliche Hoheit reichte hier aber nicht weit, denn die Hoheitsrechte der Herren von Riedesel blieben zunächst bestehen. So gelang es dem Staat nur mühsam, die Zent Lauterbach vollständig in die eigene Struktur zu integrieren. Staatlicherseits wurde die Zehnt wie ein Amt behandelt, auch als es 1821 zu einer Justiz- und Verwaltungsreform im Großherzogtum kam, mit der vor allem die Trennung der Rechtsprechung von der Verwaltung auf unterer Ebene umgesetzt wurde. Die Ämter wurden aufgelöst, ihre Aufgaben hinsichtlich der Verwaltung neu gebildeten Landratsbezirken, die erstinstanzliche Rechtsprechung Landgerichten übertragen. Die Zent (in der Verordnung, die die Reform umsetzte, als „Gericht Lauterbach“ bezeichnet) wurde aufgelöst. Die Aufgaben, die sie hinsichtlich der Verwaltung wahrgenommen hatte, gingen auf den neu eingerichteten Landratsbezirk Herbstein, die Aufgaben, die sie hinsichtlich der Rechtsprechung wahrgenommen hatte, auf das Landgericht Lauterbach über.

## Bestandteile
Zur Zent Lauterbach gehörten die Orte:
- Angersbach
- Heblos
- Lauterbach
- Maar
- Reuters
- Rimlos
- Saasen (Hof)
- Wallenrod
- Wernges
- Wörth (Vorstadt von Lauterbach)

Die Stadt Lauterbach und das Dorf Wernges gehörten nicht zu dem hessischen Lehen. Lauterbach war ein Lehen des Hochstifts Fulda, Wernges ein Allod.

## Recht
Im Bereich der Zent Lauterbach galten als Partikularrecht die Riedesel’sche Verordnungen, die hier das Gemeine Recht überlagerten. Da es im Großherzogtum Hessen nie zu einer Rechtsvereinheitlichung kam, wurde diese Situation erst zum 1. Januar 1900 von dem einheitlich im ganzen Deutschen Reich geltenden Bürgerlichen Gesetzbuch abgelöst.

## Personen
- Georg Hallwachs, Reservat-Beamter der Cent Lauterbach